# Сиг (танкер)
Сиг (англ. Sig) — российский нефтеналивной танкер-химовоз проекта 52, зарегистрированный в порту Санкт-Петербург, принадлежащий компании «Югра-Лизинг».

## Строительство и эксплуатация
Судно сооружено на Костромском судостроительно-судоремонтном заводе (Кострома, Россия) в 2014 году. Название судна происходит от одноименного рода рыб.
10 сентября 2014 в 10:00 по Московскому времени судно, загруженное метанолом, село на мель на реке Дон в Константиновском районе  Ростовской области. В 16:10 судно было снято с мели.
В мае 2019 года были начаты плановый ремонт и реновация судна на мощностях Судостроительно-судоремонтного завода «Мидель» в Аксае в России. В июне того же года ремонтные работы были завершены.
26 сентября 2019 года Управлением по контролю за иностранными активами Министерства финансов США судно «Сиг» и несколько других судов были включены в санкционный список SDN за поставку авиационного топлива для нужд Вооруженных сил Российской Федерации в оккупированный Крым и во время  военной операции России в Сирии в период 2016 –2017 годов  .
Ночью с 4 на 5 августа 2023 года судно было атаковано украинским морским дроном вблизи Керченского моста. От взрыва в корпусе судна образовалась пробоина, из-за чего было затоплено машинное отделение и выведены из строя двигатели. Экипаж судна в разговоре с диспетчером сообщил, что грузовые отсеки на момент атаки были пусты. По состоянию на 04:20 по Киевскому времени разлив нефти на водной поверхности не зафиксирован.